# Mykhajlo Koval
Mykhajlo Koval (ukrainsk: Миха́йло Володи́мирович Коваль, tr. Mykhajlo Vladymyrovytj Koval; født 26. februar 1956) er en ukrainsk generaloberst og politiker, der har været stedfortrædende sekretær i Rådet for Ukraines nationale sikkerhed siden 17. januar 2015. Han var fungerende forsvarsminister i Ukraine fra 25. marts 2014 til 3. juli 2014.